# سیارک ۲۹۱۸۷
سیارک ۲۹۱۸۷ (به انگلیسی: 29187 Lemonnier، نامگذاری:1990US3) بیست و نه هزار و صد و هشتاد و هفتمین سیارک کشف شده‌است که در ۱۶ اکتبر ۱۹۹۰ کشف شد.